# Покровская церковь (Кривой Рог)
Покровская церковь — церковь Украинской православной церкви Московского патриархата православной общины посёлка Карнаватка города Кривой Рог Днепропетровской области.

## История
С началом разработки железных руд на Криворожье, община посёлка Карнаватка получила значительные финансы от соглашения с инициатором добычи Александром Полем. Было решено построить православный храм.
В 1884 году началось строительство храма в честь Покрова Пресвятой Богородицы. Ежегодно каждое хозяйство Карнаватки выделяло корзину яиц для раствора кладки. В 1888 году церковь была построена и освящена. Её высота 29 метров, длина 34 метра, ширина 21 метр. Иконы для иконостаса были написаны художником Емельяном Кручининым.
В 1926 году церковь была закрыта из-за популярности не только среди рабочих, но и милиционеров и красноармейцев.
В 1930 году были сняты и переплавлены колокола. Перед войной помещение использовалась как убежище.
В 1941 году, с началом немецкой оккупации, храм возобновил деятельность.
В 1960 году церковь была закрыта по причине открытия в здании музея истории религии и атеизма.
15 апреля 1964 года здание было взорвано.
В 1999 году началось строительство храма по проекту уменьшенной копии. В 2001 году храм был построен.

## Современность
Находится в юрисдикции Криворожской епархии Украинской православной церкви Московского патриархата.

## Персоналии
Среди дореволюционных священников были протоиереи Автоном Лебедев и Диодор Якубович (1868—1937). Одним из священников в советский период был протоиерей Николай Торский (1875—1957).